# Emberizoides ypiranganus
Emberizoides ypiranganus е вид птица от семейство Тангарови (Thraupidae).

## Разпространение
Видът е разпространен в Аржентина, Бразилия, Парагвай и Уругвай.